# Camptosema paraguariense
Camptosema paraguariense är en ärtväxtart som först beskrevs av Robert Hippolyte Chodat och Emil Hassler, och fick sitt nu gällande namn av Emil Hassler. Camptosema paraguariense ingår i släktet Camptosema och familjen ärtväxter.

## Underarter
Arten delas in i följande underarter:
- C. p. paraguariense
- C. p. parviflorum